# Perigeum

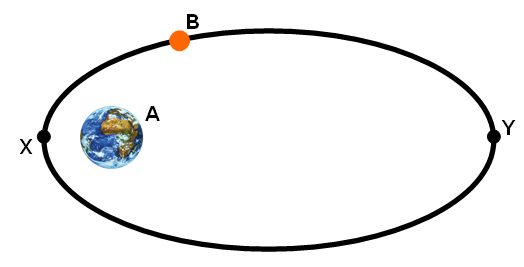
Als A de aarde is waarrond object B draait, dan is X het perigeum en Y het apogeum van de omloopbaan.

Het perigeum (uitspr. perigéüm [peri'ɣejʏm])) is het punt in een baan rond de Aarde dat het dichtst bij het zwaartepunt van de Aarde ligt. Op deze plaats beweegt een object (bv. een satelliet) in die baan zich het snelst. Een algemener woord, ook geldig voor objecten die niet rond de aarde draaien, is periapsis. Het tegengestelde punt, waar het object zich het verst van de aarde bevindt, heet apogeum.